# تپه ایرقایه
تپه ایرقایه مربوط به عصر مفرغ - دوره اشکانیان است و در شهرستان بجنورد، بخش راز و جرگلان، دهستان جرگلان، روستای ایرقایه واقع شده و این اثر در تاریخ ۱۸ شهریور ۱۳۸۷ با شمارهٔ ثبت ۲۳۲۸۲ به‌عنوان یکی از آثار ملی ایران به ثبت رسیده است.